# Megapuss
Megapuss ist eine US-amerikanische Band aus Los Angeles, Kalifornien. Sie lässt sich den Genres Anti-Folk und Lo-Fi (Low Fidelity) zuordnen und stellt eine sogenannte Supergroup dar.

## Geschichte
Die Band wurde im Jahr 2008 von Devendra Banhart und Gregory Rogove gegründet und spielte ihre ersten Lieder im Juni desselben Jahres im Hammer Museum in der Gründungsstadt. Ursprünglich war dieser Auftritt mit einem Cover des Tears-for-Fears-Liedes Everybody Wants to Rule the World und einigen eigenen Liedern als „kleines“ Debüt geplant, erlangte jedoch vor allem dadurch Bekanntheit, dass Nacktbilder von Banhart an die Wand über der Band projiziert wurden.
Auch im Debütalbum der Band, dem am 7. Oktober 2008 veröffentlichten Surfing, lässt sich der humorvolle und ironische Klang der Texte heraushören. Das Album erhielt vor allem aufgrund dieser Mischung durchschnittliche Bewertungen und Kommentare. So urteilte das Musikportal Pitchfork mit einer 5,9-Punkte-Wertung. Das deutsche Musikmagazin Musikexpress urteilte mit der Aussage, man habe „hier einen heterogenen Mischmasch unterschiedlichster Musiken, dem man seinen Projektcharakter anhört“.

## Diskografie
- Surfing (Album, Oktober 2008)